# Matt Berry
Matthew Charles Berry (Bromham, 2 maggio 1974) è un attore e musicista britannico.
È noto per interpretare il ruolo del protagonista Steven Toast nella sitcom britannica Toast of London e per altre apparizioni in IT Crowd, Garth Marenghi's Darkplace, The Mighty Boosh, Snuff Box, The Wrong Door, House of Fools e in Ritorno al Bosco dei 100 Acri.

## Biografia
Matt Berry è nato a Bromham, nel Bedfordshire, da Pauline (nata Acreman) e Charles Berry. Ha frequentato l'Università di Nottingham Trent, dove ha conseguito un B.A. in arti contemporanee nel 1997.

## Filmografia

### Attore

#### Cinema
- La sedia del diavolo (The Devil's Chair), regia di Adam Mason (2006)
- Moon, regia di Duncan Jones (2009)
- One Day, regia di Lone Scherfig (2011)
- Biancaneve e il cacciatore (Snow White and the Huntsman), regia di Rupert Sanders (2012)
- Svengali, regia di John Hardwick (2013)
- Ritorno al Bosco dei 100 Acri (Christopher Robin), regia di Marc Forster (2018)

#### Televisione
- The Mighty Boosh - serie TV,  4 episodi (2004)
- Snuff Box - miniserie TV, 6 episodi (2006)
- IT Crowd - serie TV, 17 episodi (2007-2013)
- The Wong Door - serie TV, 3 episodi (2008)
- Toast of London - serie TV, 25 episodi (2012-2022)
- Portlandia - serie TV, episodio 3x05 (2013)
- House of Fools - serie TV, 13 episodi (2014-2015)
- Community - serie TV, episodio 6x09 (2015)
- What We Do in the Shadows - serie TV, 40 episodi (2019-in corso)
- Grandi speranze (Great Expectations), regia di Brady Hood e Samira Radsi – miniserie TV, puntate 1-2 (2023)
- Fallout – serie TV, episodio 1x06 (2024)

### Doppiatore
- Asterix e il Regno degli dei (Asterix: Le domaine des dieux) (2014)
- Harvey Beaks - serie animata, 5 episodi (2015)
- SpongeBob - Fuori dall'acqua (The SpongeBob Movie: Sponge Out of Water), regia di Paul Tibbitt e Mike Mitchell (2015)
- Disincanto - serie animata, 13 episodi (2018-2023)
- Moominvalley - serie animata, 26 episodi (2019-2020)
- Archer - serie animata, episodio 10x5 (2019)
- SpongeBob - Amici in fuga (The SpongeBob Movie: Sponge on the Run), regia di Tim Hill (2020)
- The Book of Boba Fett - serie TV (2022)
- Fallout – serie TV, episodi 1x01-1x04 (2024)
- Il robot selvaggio (The Wild Robot), regia di Chris Sanders (2024)
- Un film Minecraft (A Minecraft Movie), regia di Jared Hess (2025)

## Doppiatori italiani
Nelle versioni in italiano delle opere in cui ha recitato, Matt Berry è stato doppiato da:
- Massimo Bitossi in IT Crowd, Ritorno al Bosco dei 100 Acri
- Roberto Gammino in One Day, Grandi speranze
- Roberto Accornero in Community
- Luca Graziani in What We Do in the Shadows
- Riccardo Scarafoni in Fallout

Da doppiatore è sostituito da:
- Paolo De Santis in SpongeBob - Fuori dall'acqua
- Paolo Sesana in Harvey Beaks
- Pietro Ubaldi in Harvey Beaks
- Daniele Giuliani in Disincanto
- Stefano Brusa in Aqua Teen Hunger Force
- Massimo Bitossi in Moominvalley
- Luigi Rosa in SpongeBob - Amici in Fuga
- Andrea Checchi in The Book of Boba Fett
- Gianluca Crisafi in Twelve Forever
- Gianni Bersanetti in Archer
- Riccardo Scarafoni in Fallout
- Francesco De Francesco ne Il robot selvaggio
- Franco Mannella in Un film Minecraft

## Premi e riconoscimenti
- Premio Emmy
  - 2024 - Candidatura al miglior attore protagonista in una serie commedia per What We Do in the Shadows
- Festival della televisione di Monte Carlo
  - 2009 - Candidatura al miglior attore protagonista in una serie commedia per IT Crowd

- British Comedy Awards
  - 2007 - Candidatura al miglior nuovo arrivato in una serie commedia per IT Crowd

- Premio BTVA
  - 2016 - Candidatura al miglior cast vocale in un film per SpongeBob - Fuori dall'acqua
  - 2016 - Candidatura alla miglior performance vocale maschile in un film in ruolo di supporto per SpongeBob - Fuori dall'acqua

- Premio BAFTA
  - 2015 - Miglior attore in una serie commedia per Toast of London
  - 2023 - Candidatura al miglior attore in una serie commedia per What We Do in the Shadows

## Discografia
- Jackpot (1995)
- Opium (2005)
- Witchazel (2011)
- Kill the Wolf (2013)
- Music for Insomniacs (2014)
- Matt Berry and the Maypoles Live (2015)
- The Small Hours (2016)
- Night Terrors (2017)
- Television Themes	(2018)
- Phantom Birds (2020)
- The Blue Elephant (2021)